# Tram ATAC: motrici ad assi radiali
Le vetture tranviarie ad assi radiali dell'azienda tranviaria municipale di Roma sono state un gruppo di 55 motrici a due assi bidirezionali entrate in servizio a partire dal 1911.

## Storia
Nel 1909 è istituita l'Azienda Autonoma Tramviaria Municipale, ragione sociale poco dopo modificata in Azienda Tramvie Municipali (ATM), approvata dal consiglio comunale il 22 giugno su iniziativa dell'assessore Giovanni Montemartini e del sindaco Ernesto Nathan. L'azienda prevede inizialmente l'attivazione di cinque linee proprie e l'acquisizione della rete centrale della SRTO. Le linee municipali, attivate a partire dal 1911, utilizzando (non è escluso per creare difficoltà al transito del materiale SRTO), la presa di corrente ad archetto strisciante, e si distinguono nei primi anni per l'adozione di numeri romani (I, III, III) in luogo di quelli arabi. Le vetture municipali a due assi sono del tipo più moderno dell'epoca di fornitura per meccanica ed equipaggiamento elettrico e si dividono in due grandi gruppi, vetture ad assi radiali e vetture a truck, a sua volta suddivisi in vari sottogruppi per costruttore o impianto elettrico. Nel caso delle vetture ad assi radiali i tram sono tutti del tipo detto "a sei finestrini", e si dividono in motrici Charleroi (il primo gruppo), e Dick, Kerr (la rimanente fornitura). Tali denominazioni derivano dai fornitori dell'equipaggiamento elettrico, ovvero la "Ateliers de Construction Eléctriques de Charleroi" e la "Dick, Kerr" di Londra.

## Motrici Charleroi

### Meccanica
Le motrici sono costruite dalla Carminati e Toselli con rodiggio ad assi radiali, simile a quello delle motrici Westinghouse della SRTO qui mancante della barra di accoppiamento, sostituita da staffe singole foggiate secondo una caratteristica forma semiellittica

### Equipaggiamento elettrico
Le motrici sono dotate di due motori che, per il nome dato alle vetture, dovrebbero essere della Charleroi, forse del tipo AC81, da 37 CV. Il controller, di tipo non accertato, è dotato di ben sette posizioni di frenatura elettrica. Nelle prime sei il freno elettrico agisce in concomitanza con i pattini elettromagnetici alimentati dalla corrente di frenatura e nell'ultima i pattini sono alimentati direttamente dalla linea di contatto, con il freno elettrico contestualmente escluso. In origine la frenatura a pattini era stata prevista anche sui rimorchi, che in sede di costruzione non ne furono dotati. Sulle motrici furono ugualmente montati gli appositi accoppiatori, poi rimasti inutilizzati.
La presa di corrente è ad archetto strisciante che, per essere invertito di posizione, deve essere ruotato a mano attorno ad un asse verticale; è leggermernte diverso, nelle dimensioni, da quello delle successivi motrici municipali. Nel 1923 sarà sostituito dall'archetto normalizzato municipale.

### Impianto freni
È uguale a quello delle Ringhoffer e Westinghouse della SRTO, diretto e continuo. Sono inoltre dotate di freno elettrico e a pattini utilizzabili come sopra accennato. 

## Motrici Dick, Kerr

### Differenze e similitudini con le Charleoi
La cassa, la disposizione del rodiggio e il sistema di frenatura con pattini elettromagnetici sono simili a quelli delle Charleroi. L'equipaggiamento elettrico è però diverso: le motrici utilizzano motori Dick, Kerr da 40 CV e controller dello stesso costruttore. Le motrici del gruppo 211-219, prive di pattini, hanno una disposizione che anticipa quella dei futuri tram a sette e otto finestrini. Il controller Dick, Kerr, inoltre, si differenzia per un diverso numero di posizioni nel freno elettrico, le prime tre con il solo freno, le successive tre con il freno elettrico e i pattini alimentati dalla corrente di frenatura e un'ultima posizione con i soli pattini alimentati dalla linea

## Servizio
Per motivi che non è mai stato possibile accertare le Charleroi sono escluse nel giro di pochi mesi dal traino dei rimorchi, che rimangono quindi fermi in deposito. Sembra assodato che il traino non sia andato oltre il periodo delle esposizioni, ossia oltre il 1911; dopo tale data, le motrici non solo appaiono in servizio sempre isolate, ma anche private di accoppiatori elettrici e pneumatici e quindi definitivamente disabilitate al traino di rimorchi. Questa impossibilità e la successiva modifica è ad oggi un mistero dal momento che le Charleroi hanno praticamente la stessa potenza delle Dick, Kerr. e non è quindi possibile ipotizzare limitazioni alla circolazione a causa di insufficiente potenza, come sembra sia stato il caso delle Westinghouse I e II della SRTO. Anche l'ipotesi di difetti nei rimorchi è da escludersi, dal momento che già da giugno 1911, all'arrivo delle prime Dick, Kerr, sono utilizzati al traino di queste ultime. Vaghi accenni trovati nella documentazione disponibile consente di ipotizzare che la causa risieda in alcune deficienze nell'apparato frenante delle Charleroi, anche se non si capisce quale inconveniente potesse esserci in un tipo di impianto già largamente sperimentato dalla SRTO e quale difetto non eliminabile potesse essere presente. Come che sia le Charleroi, giocoforza isolate, finiscono ben presto confinate a linee a scarso traffico o a corse sussidiarie.
Sia le Charleroi che le Dick, Kerr subiscono negli anni successivi notevoli modifiche nella meccanica e nella parte elettrica. Le Charleroi, in particolare, vista l'impossibilità di trainare rimorchi, sono quasi tutte demolite entro gli anni trenta, al punto che solo due (161 e 169), giungono al secondo dopoguerra. Le Dick, Kerr seguiteranno ad essere utilizzate, isolate o con rimorchio, fino alla riforma tramviaria del 1930, anch'esse con varie modifiche alla parte elettrica quali la soppressione dei freni elettromagnetici. Dopo il 1930, ridottosi il quantitativo di rotabili necessari ad esercitare la rete, anche le Dick, Kerr saranno utilizzate sempre più come motrici isolate, private anch'esse dei raccordi per il traino di rimorchi e in gran parte modificate nell'equipaggiamento elettrico con la sostituzione dei motori e il montaggio dei controller CGE in uso su tutto il restante materiale municipale. Le ultime sei finestrini di Roma sono tolte dal servizio nel 1961: la vettura 279 è stata donata al Seashore Trolley Museum di Kennebunkport, dov'è tuttora conservata perfettamente funzionante.

## Numerazione
L'azienda municipale prevede inizialmente di numerare le motrici 101-135 e i rimorchi 501-512. Per motivi non chiari il criterio viene successivamente ripensato e si decide di numerare il materiale motore con numeri dispari, il materiale rimorchiato con numeri pari. Le 35 motrici diventano quindi 101-169 (numerate 101, 103, 105…), i 12 rimorchi 102-124 (102, 104, 106…) e non è dato di sapere se tale cambiamento sia avvenuto prima o dopo l'attivazione del servizio. Il sistema pari-dispari è applicato per l'ultima volta nel 1986, quando vengono numerate le articolate Stanga provenienti dalla STEFER.